# Баканин, Никифор Леонтьевич
Никифор Леонтьевич Баканин (1737—1811) — российский общественный деятель, градоначальник Петрозаводска, купец.

## Биография
Выходец из крестьян Кижского погоста Яндмозерской волости. Занимался торговлей.
В 1779 году избирался городским старостой. В 1785 году избран городским головой Петрозаводска.
После открытия в июне 1785 года городской больницы Приказа общественного призрения, выступил инициатором ежегодного сбора пожертвований от купеческого общества на её содержание. Ежегодный сбор был официально утверждён решением городского магистрата.
Оставил пост городского головы в связи с переездом в Пудож.

## Семья
Жена — Евдокия Петровна, дочь обельного крестьянина Кижского погоста. Имел четырёх сыновей и двух дочерей. Старший сын — Иван Никифорович (род. 1766) возглавил семейное дело после смерти отца, владел вододействующим лесопильным заводом в Пудоже.